# 리마트강
리마트강(Limmat)은 스위스 취리히 부근을 흐르는 강이다. 강은 취리히 시의 남쪽에 있는 취리히 호수의 출구에서 시작된다. 취리히에서 북서 방향으로 흘러 35 km를 지나 아레강에 도달한다. 합류점은 브루크의 작은 마을 북쪽에 있으며, 로이스강의 입구 바로 뒤에 있다.
취리히 하류의 리마트 계곡을 따라 흐르는 주요 도시는 디에티콘, 베팅엔 및 바덴이다. 주요 지류는 취리히 호수를 경유하는 린트강, 취리히에 있는 질강, 그리고 디티콘에 있는 렙피시강이다.
린디마쿠스(Lindimacus) 라는 이름은 8세기에 처음으로 증명되었다. *lindo- "호수"(웨일스어 llyn)와 *magos "평원"(웨일스어 maes)에서 유래한 갈리아어 기원이며, 따라서 기원은 린트강에 의해 형성된 평야의 이름이었을 것이다.